# Тёрнер, Мэтью
Мэ́тью Тёрнер (умер в 1788 году) — ливерпульский физик, который считается автором или соавтором памфлета «Answer to Dr. Priestley’s Letters to a Philosophical Unbeliever» 1782 года, первой опубликованной открыто атеистической работой в Великобритании. Тёрнер был также первопроходцем в использовании эфира для медицинских целей, и написал об этом брошюру. Кроме того, Тёрнер был человеком, представившим Джозию Ведгвуда (Josiah Wedgwood) Томасу Бентли (Thomas Bentley), дружба между которыми положила начало компании, производящей знаменитый фарфор.
Тёрнер был другом Питера Переза Бурдетта, и его научные познания были использованы художником Джозефом Райтом при создании картины «Алхимик, открывающий фосфор», находящейся на данный момент в Музее и художественной галерее Дерби.